# Tigre doré

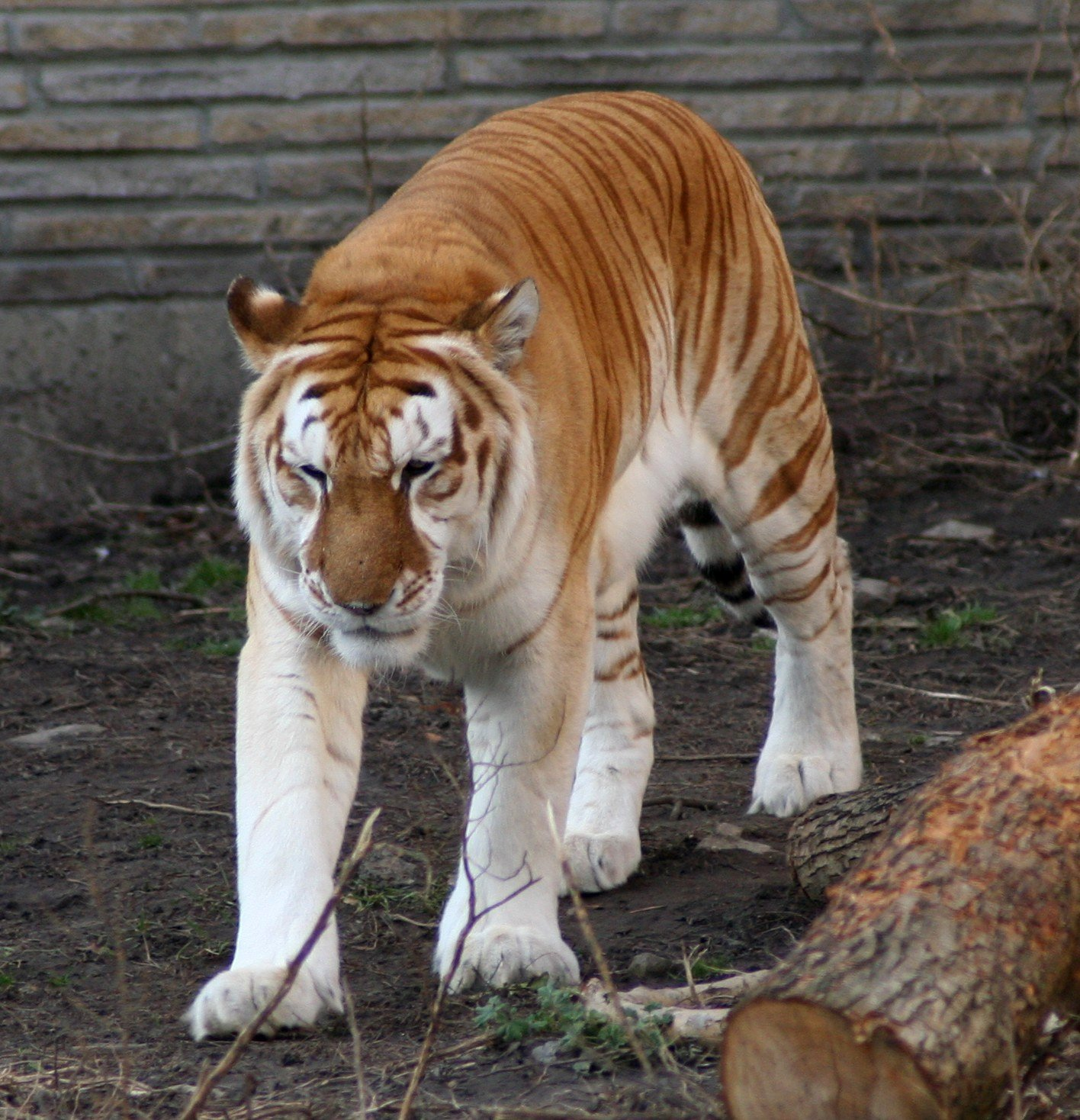
Tigre doré du dans l’État de New York.

Le tigre doré est un tigre dont la robe présente une coloration atypique : les rayures sont de couleur rousses sur un fond crème et paraissent diluées. Très rare, cette coloration est due à un allèle récessif. Tous les tigres dorés ont un ascendant tigre du Bengale (Panthera tigris tigris), mais ont été généralement croisés avec d'autres sous-espèces, notamment le tigre de Sibérie. Une légende urbaine consiste d'ailleurs à présenter le tigre doré comme le croisement naturel entre un tigre de Sibérie et un tigre du Bengale, bien qu'un de ses parents soit souvent un tigre blanc dont il tient la blancheur de l’extrémité de ses pattes.
Bien que des cas aient été signalés dans la nature depuis le début du XXe siècle en Inde, la robe du tigre doré est un désavantage car elle ne lui permet pas de se cacher efficacement. On n'en dénombre pas plus d'une trentaine en captivité. La première naissance eut lieu en 1983 de parents à la robe classique. Au même titre que le tigre blanc, les tigres dorés sont populaires dans certains zoos et cirques, et décriés dans d'autres à cause de la consanguinité induite par l'élevage en captivité cherchant à maintenir cette coloration.